# Oulton, Cumbria
Oulton är en ort i civil parish Woodside i grevskapet Cumbria i England. Orten är belägen 2 km från Wigton. Oulton var en civil parish 1866–1934 när det uppgick i Woodside. Parish hade 271 invånare år 1931.